# أسفل القرية (المخادر)

تعديل مصدري - تعديل

اسفل القرية محلة تابعة لقرية الصلولة، التابعة لعزلة الوادي بمديرية المخادر إحدى مديريات محافظة إب في الجمهورية اليمنية، بلغ تعداد سكانها 152 حسب تعداد اليمن لعام 2004.